# Bubenický přechod
V populární hudbě je přechod krátká hudební pasáž, riff nebo rytmický zvuk, který pomáhá udržet pozornost posluchače během přestávky mezi frázemi melodie. 
V bubnování je přechod definován jako „krátká přestávka v groovu – lick, který 'vyplňuje mezery' v hudbě a/nebo signalizuje konec fráze, v podstatě něco jako minisólo.“